# Ibex Peak

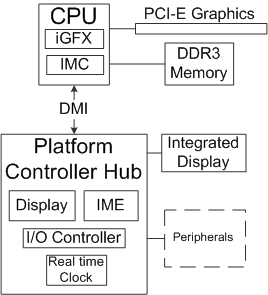
Архітектура 5-ї серії
GFX - графіка
IMC - інтегрований контролер пам'яті

Ibex Peak - кодове ім'я 5-ї серії чипсетів Intel. Ibex Peak складається з п'яти моделей: P57, Q57, H57, P55, H55. Чипсети P57 і P55 призначені для персональних комп'ютерів 
з дискретною графікою. Чипсети H57 і H55 розроблені для процесорів Intel з вбудованою графікою, з підтримкою Intel FDI. Чипсет Q57 розроблений для бізнес-моделей комп'ютерів, він підтримує ряд ексклюзивний функцій, які дозволяють легше керувати системою.
У  чотирьохядерний Lynnfield і двоядерний Clarkdale, вбудований не тільки контролер пам'яті, як у процесорів попереднього покоління. У нові процесори вбудовано управління PCI-Express, а в деякі моделі також вбудований графічний контролер. Це дозволяє обійтися без північного мосту материнської плати і покласти на південний міст управління накопичувачами і периферійними пристроями. Двочиповий дизайн не використовує системну шину між процесором і материнською платою, так як всі основні компоненти вбудовані в процесор і для зв'язку між собою використовують вбудовану шину QuickPath Interconnect з низькими затримками. Замість звичайної системної шини процесор підключається до материнської плати через канал PCI-Express, до південного мосту через шину DMI (Direct Media Interface), і до DDR3 пам'яті через спеціальний канал. Крім того, процесор з вбудованим графічним ядром має окремий інтерфейс Intel 
Flexible Display,, що дозволяє процесору через південний міст підключитися до роз'ємів введення /виводу. Процесори Intel встановлюються в  сокет LGA 1156.
Підтримка PCI-Express реалізована в процесорах Lynnfield і Clarkdale таким чином, що процесор може підтримувати дві відеокарти з інтерфейсом PCI-Express 2.0 x8 або одну відеокарту з інтерфейсом 
PCI-Express 2.0 x16.  Всі чипсети Intel 5-ї серії підтримують шість каналів SATA II, а також до 14-ти портів USB 2.0.